# Salamíe
Salamíe (pronunciado /salaˈmiːə/, en árabe: سلمية), también escrito como Salamiyah, Salamiyeh o As-Salamiyah, es una ciudad en el centro-oeste de Siria, capital del distrito homónimo y perteneciente a la gobernación de Hama. En 2004 contaba con una población de 70.000 habitantes aproximadamente. Se encuentra a 33 km al sureste de Hama y a 162 km de Damasco.
La ciudad es conocida como la «madre de El Cairo», ya que fue la cuna del segundo califato fatimí, gobernado por Muhammad al-Qaim Bi-Amrillah, dinastía que fundó la ciudad de El Cairo, y la cuna donde Ubayd Allah al-Mahdi Billah fundó el califato fatimí. La ciudad es un centro importante musulmán ismaelí y además la ciudad natal del poeta y dramaturgo sirio Muhammad al-Maghut. La ciudad se encuentra en la histórica región del País de Sham y cerca del Desierto del Sham. 

## Etimología
El investigador Arif Tamer defiende la tesis de que el nombre de la ciudad conmemora la batalla de Salamina, donde los griegos derrotaron a los persas en el año 480 a. C. Otra teoría de Yaqut al-Rumi  publicada en su libro Mu'al-Bouldan dice que Salamíe puede venir de la frase en árabe Selem Miyeh («un centenar de personas se salvaron»), debido a la leyenda que cuenta que una epidemia arrasó la ciudad de Al-mw'tafaka y centenar de supervivientes refundaron Salamíe.

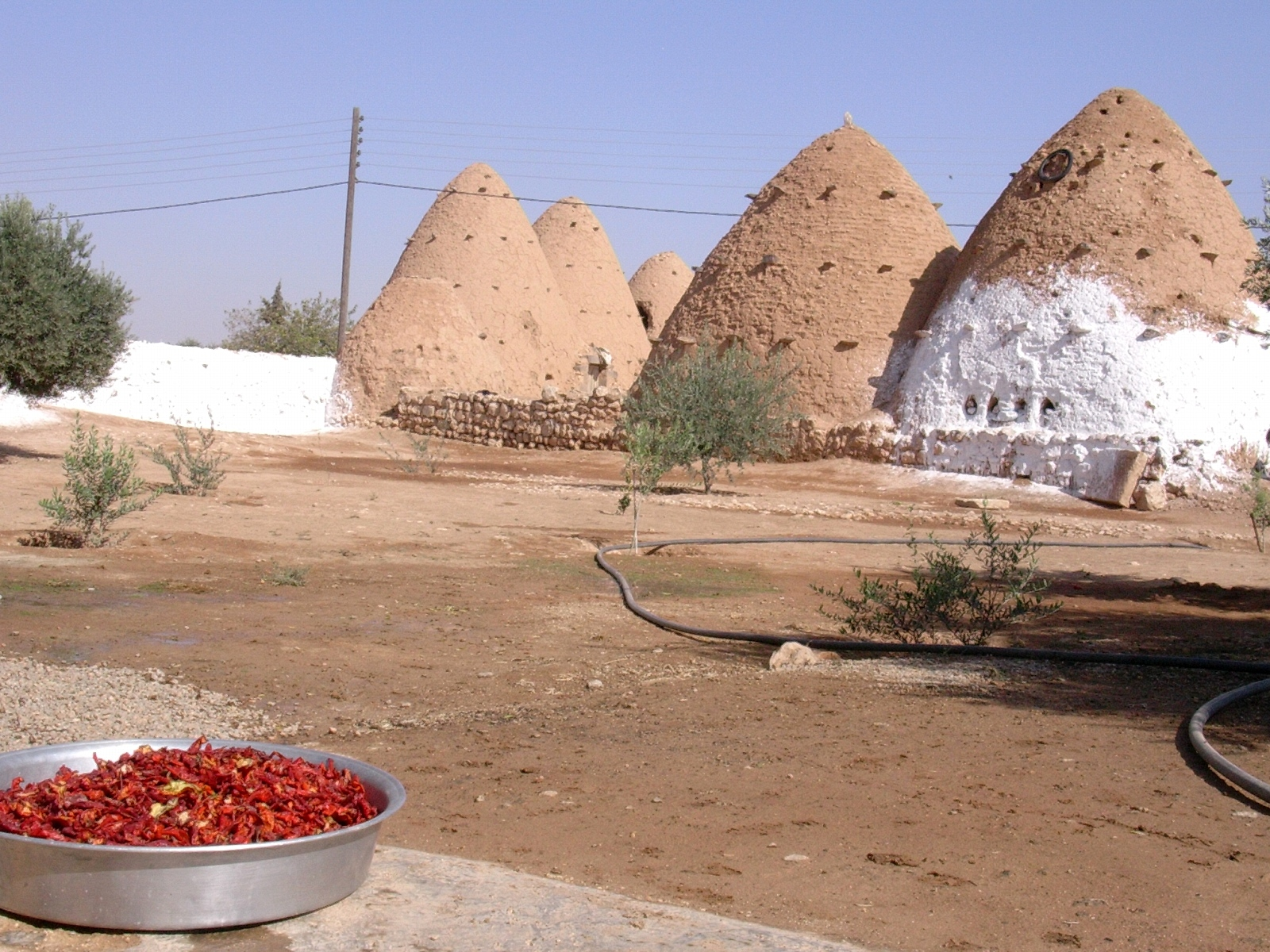
Casas tradicionales «Jalaya Al-Nahil»

## Historia
Salamiyah es una antigua ciudad que fue conocida por primera vez durante la época de Babilonia en el 3500 antes de Cristo. Fue habitaban por sumerios alrededor de 3000 a. C., los amorreos en torno a 2400 a. C., los arameos alrededor de 1500 a. C., y los nabateos alrededor del 500 a. C. La ciudad fue destruida por primera vez por los asirios en el año 720 antes de Cristo. Después de ser reconstruida, la ciudad fue parte del Imperio romano y gobernado por la dinastía árabe Sempsigerami de Emessa en la antigua Roma alrededor del 100 a. C., donde construyeron el famoso castillo Shmemis sobre los restos de un antiguo volcán a 5 kilómetros al noroeste de Salamiyah. 
Durante el Imperio bizantino, Salamiyah existió como un centro cristiano con su propio arzobispo, hasta que la ciudad fue destruida por segunda vez durante la invasión persa de Siria en el año 637, por el comandante Kisra Ibrawiz, que la arrasó hasta los cimientos. 
Salamiyah es hoy la mayor población de musulmanes ismaelitas en el mundo árabe.

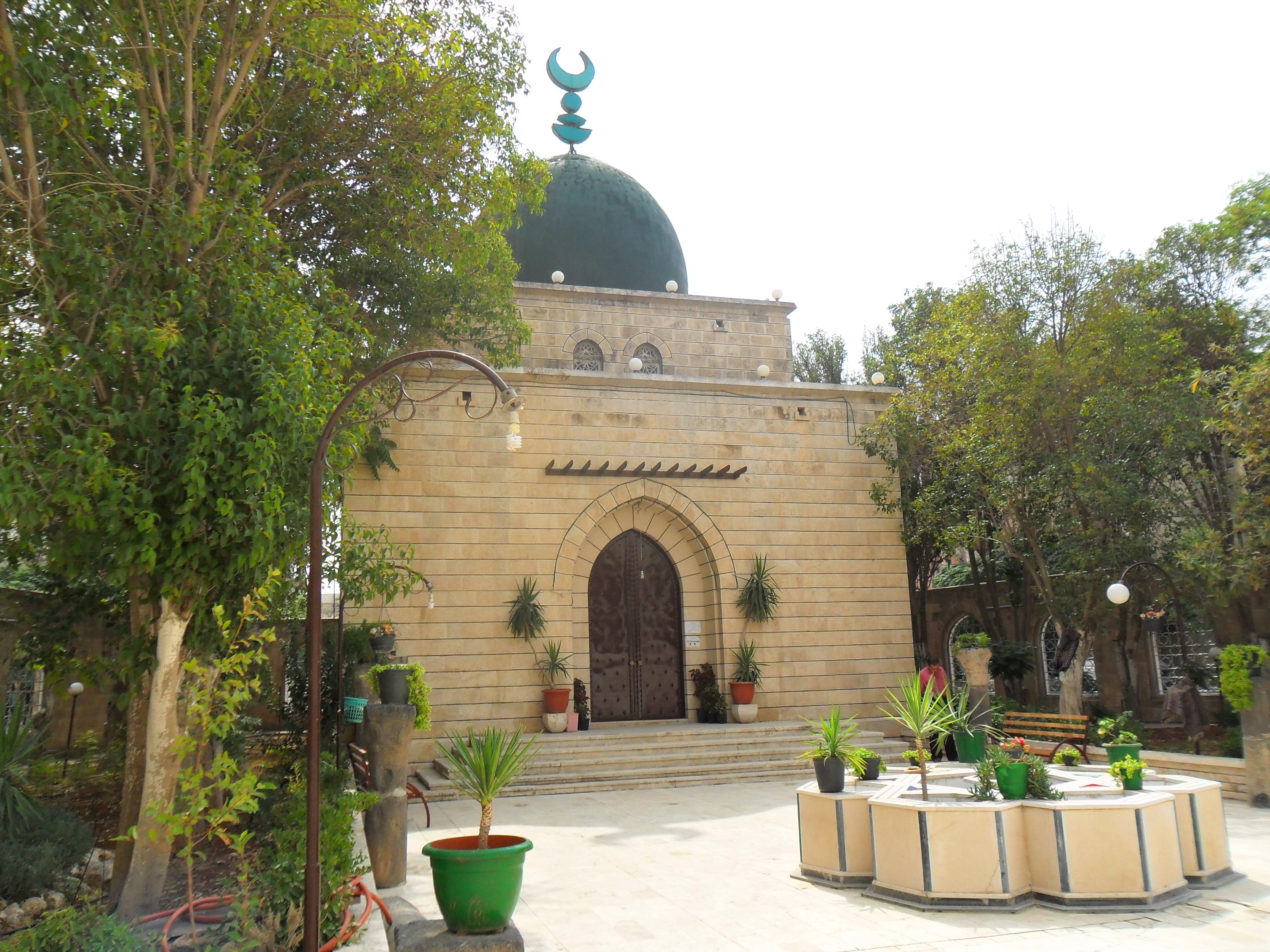
Mausoleo de Aly Khan.

## Geografía
Salamíe se sitúa en el denominado Bilat Ashams o País de Sham, en la cuenca del río Orontes. Al norte y oeste de la ciudad se encuentran las estribaciones de la cordillera levantina, que separa las zonas fértiles del litoral levantino del desierto del interior. Al este hay amplias llanuras que acaban en el desierto sirio. Finalmente, al sur se encuentra las colinas de As-Saziat y Tulul al-Hamr.
Salamíe se fundó en una meseta de piedra caliza a 475 m s. n. m. Su estratégica ubicación en el país la convierten en una zona de paso entre la capital, Damasco, y Ar-Raqqah, una ciudad al norte, a orillas del río Éufrates. 